# Jerzy Twardokens
Jerzy Twardokens (Poznan, 11 de diciembre de 1931) es un deportista polaco que compitió en esgrima, especialista en la modalidad de sable. Su hija Eva compitió en esquí alpino.
Ganó tres medallas de bronce en el Campeonato Mundial de Esgrima  en los años 1957 y 1958.

## Palmarés internacional
| Campeonato Mundial | Campeonato Mundial          | Campeonato Mundial | Campeonato Mundial |
| Año                | Lugar                       | Medalla            | Prueba             |
| ------------------ | --------------------------- | ------------------ | ------------------ |
| 1957               | París (Francia)             | Medalla de bronce  | Sable por equipos  |
| 1958               | Filadelfia (Estados Unidos) | Medalla de bronce  | Sable individual   |
| 1958               | Filadelfia (Estados Unidos) | Medalla de bronce  | Sable por equipos  |